# Strollad Breizh
Strollad Breizh (Frans: Parti Breton, betekenis: Bretonse Partij) is een sociaaldemocratische en nationalistische politieke partij in de Franse regio Bretagne die streeft naar de oprichting van een onafhankelijke "Republiek Bretagne" (Republik Breizhat) binnen de Europese Unie.